# Алейшандри, Лайя
Лайя Алейшандри Лопес (исп. Laia Aleixandri López; род. 25 августа 2000, Санта-Колома-де-Граменет) — испанская футболистка клуба «Барселона» и сборной Испании, выступающая на позиции центрального защитника.
В январе 2020 года УЕФА назвал её одним из 10 самых перспективных молодых игроков Европы.

## Клубная карьера

### Ранние годы
Алейшандри начала играть в футбол, когда ей было 4 года. С 2006 по 2008 года она играла за «Аррабаль Калаф» в младшей категории. В 2008 году она выступала за «Сент-Габриэль», где оставалась в течение четырех лет. Она вошла в молодёжную команду «Барселоны» в возрасте 11 лет и играла в течение трёх сезонов.

### «Барселона B»
В сезоне 2015/2016 Алейшандри присоединилась к клубу «Барселона B», дебютировав во Втором дивизионе в возрасте 14 лет в составе команды до 17 лет. Они были объявлены чемпионами своей группы, набрав 72 очка в 26 играх.
В сезоне 2016/2017 она снова вошла в состав второй команды клуба. В том сезоне они снова стали чемпионами своей категории, набрав 60 очков.

### «Атлетико Мадрид»
Алейшандри подписала контракт с «Атлетико Мадрид» и дебютировала 2 сентября 2017 года в победном выездном матче Первого дивизиона против «Альбасете» (3:1).
25 апреля 2018 года она получила перелом локтевой и лучевой костей правой руки во время игры за молодёжную сборную. Алейшандри сыграла семь матчей в чемпионате в сезоне 2017/2018 и в итоге стала национальной чемпионкой и финалисткой Кубка.
Алейшандри хорошо сыграла на чемпионате мира (до 20 лет), зарекомендовав себя как игрок стартового состава в сезоне 2018/2019. Она забила свой первый гол за «Атлетико» 4 ноября в ворота «Леванте» и была выбрана игроком матча. Она продолжала оставаться игроком стартового состава на протяжении всего сезона, пропустив только одну игру из-за травмы и еще одну из-за дисквалификации. В мае 2019 года она завоевала свой второй титул Лиги. В Кубке она сыграла заметную роль в полуфинале и сыграла в финале, где «Атлетико» проиграл «Реал Сосьедаду».
В сезоне 2019/2020 она зарекомендовала себя как игрок стартового состава. Она сыграла 20 игр лиги, прежде чем турнир был приостановлен из-за Пандемии COVID-19, и заняла второе место в лиге.
В сезоне 2020/2021 она дебютировала в качестве капитана в ноябре и была названа четвертым капитаном в декабре. В январе 2021 года она выиграла национальный Суперкубок и была названа лучшим игроком турнира. Затем болельщики выбрали её лучшим игроком месяца в феврале и марте. В марте IFFHS включила её в свою сборную УЕФА среди игроков до 20 лет 2020 года.
В сезоне 2021/2022 она оформила дубль в победном матче против «Райо Вальекано» (5:0). Постоянный игрок стартового состава команды, в январе 2022 года на Аллее легенд клуба была установлена памятная доска, подтверждающая, что она сыграла более 100 матчей за «Атлетико Мадрид».

### «Манчестер Сити»
Проработав ещё год ключевой фигурой в «Атлетико Мадрид», 9 июня 2022 года Алейшандри и «Манчестер Сити» объявили, что она присоединится к клубу в начале сезона 2022/2023.
Алейшандри забила единственный гол на 74-й минуте в матче пятого раунда Кубка Англии 2023–24 против «Арсенала» (1:0), и помогла «Манчестеру» попасть в четвертьфинал.

## Карьера за сборную

### Юношеские
В составе сборной до 16 лет Алейшандри была вызвана на турнир развития УЕФА 9 февраля 2015 года. Она стала чемпионкой турнира вместе со своими товарищами по команде, победив Шотландию, Германию и Нидерланды.
11 марта 2015 года, в возрасте 14 лет, Алейшандри дебютировала в составе сборной Испании (до 17 лет) в товарищеском матче, в котором Испания одержала победу со счетом 1:0 над Англией, в котором она забила победный гол. 22 марта она дебютировала в официальном матче против России, одержав победу со счетом 3:0, забив один из голов. Тем же летом её вызвали на чемпионат Европы, где стала чемпионкой, победив Швейцарию со счетом 5:2 в финале. Алейшандри была выбрана в состав команды турнира.
В 2016 году она снова сыграла на чемпионате Европы, где Испания проиграла в финале Германии по пенальти, и Алейшандри снова была выбрана в команду турнира. В том же году она сыграла на чемпионате мира, где Лайя сыграла как основной игрок во всех матчах. Она забила гол в ворота Новой Зеландии на групповом этапе и была выбрана игроком матча. Она была номинирована на Золотой мяч турнира и включена в команду турнира. Испанки выиграли бронзовые медали на турнире.
В 2017 году она сыграла свой третий юношеский чемпионат Европы, будучи капитаном команды и проиграв немкам по пенальти в финале. Алейшандри снова вошла в состав команды турнира.
Алейшандри сыграла в общей сложности 34 матча за сборную до 17 лет и забила 7 голов, став игроков, сыгравший больше всего игр в данной категории.
5 сентября 2017 года Алейшандри была вызвана в сборную до 19 лет. Дебют Лайи состоялся 12 сентября 2017 года во Флоренции в матче против Италии (2:2).
Алейшандри была вызвана в сборную до 20 лет для участия на чемпионате мира 2018 года во Франции. Она начала игру в качестве запасного игрока, но травма Оны Батлье в первом матче позволила ей сыграть оставшиеся игры в качестве стартового игрока. Испания заняла второе место, проиграв в финале сборную до 20 лет со счетом 1:3.
Алейшандри участвовала в качестве стартового игрока в отборочном турнире на чемпионат Европы 2019 года. Она сыграла все четыре матча в финальной стадии в Шотландии в качестве стартового игрока, дебютировав в победной игре против Бельгии (2:1) в качестве капитана команды и забив второй гол команды. Во втором матче они обыграли Англию со счетом 1:0, благодаря чему они вышли в полуфинал и на чемпионат мира 2020 года. В третьем матче они сыграли безголевую ничью с Германией, оказавшись вторыми в группе и уступив только по разнице забитых и пропущенных мячей. В полуфинале против Франции они сыграли вничью и проиграли со счётом 1:3 в дополнительное время. В конце турнира она была включена в команду турнира.

### Национальная
17 мая 2019 года Алейшандри дебютировала в составе национальной сборной Испании в товарищеском матче против Камеруна в рамках подготовки к чемпионату мира во Франции, в котором она также отметилась забитым голом. 27 ноября 2020 года она сыграла свой второй матч и первый в официальных соревнованиях, победив со счетом 10:0 сборную Молдовы. С тех пор её регулярно вызывали в качестве замены стартовым центральным защитникам Мапи Леон и Ирене Паредес. Она начала первый отборочный матч к чемпионату мира 2023 года против Фарерских островов, в котором она забила последний гол матча, завершившегося со счетом 10:0.
Она была включена в первый список отобранных на чемпионат Европы 2022 года. 27 июня она вошла в финальный список для участия в финальном турнире в Англии.
В 2023 году она вошла в состав Las 15, группы из 15 игроков, которые вышли из национальной сборной из-за разногласий с тренером национальной сборной Хорхе Вильдой.

## Статистика

### Клубная статистика
| Клуб             | Сезон            | Лига | Лига | Кубок | Кубок | Кубок лиги | Кубок лиги | Лига чемпионов | Лига чемпионов | Суперкубок страны | Суперкубок страны | Кубок Каталонии | Кубок Каталонии | Итого | Итого |
| Клуб             | Сезон            | Игры | Голы | Игры  | Голы  | Игры       | Голы       | Игры           | Голы           | Игры              | Голы              | Игры            | Голы            | Игры  | Голы  |
| ---------------- | ---------------- | ---- | ---- | ----- | ----- | ---------- | ---------- | -------------- | -------------- | ----------------- | ----------------- | --------------- | --------------- | ----- | ----- |
| Атлетико Мадрид  | 2017/18          | 7    | 0    | 0     | 0     | -          | -          | 1              | 0              | -                 | -                 | -               | -               | 8     | 0     |
| Атлетико Мадрид  | 2018/19          | 18   | 2    | 4     | 0     | -          | -          | 3              | 0              | -                 | -                 | -               | -               | 25    | 2     |
| Атлетико Мадрид  | 2019/20          | 20   | 1    | 1     | 0     | -          | -          | 4              | 0              | 1                 | 0                 | -               | -               | 26    | 1     |
| Атлетико Мадрид  | 2020/21          | 31   | 1    | 2     | 0     | -          | -          | 4              | 0              | 2                 | 0                 | -               | -               | 39    | 1     |
| Атлетико Мадрид  | 2021/22          | 29   | 4    | 1     | 0     | -          | -          | -              | -              | 2                 | 0                 | -               | -               | 32    | 4     |
| Атлетико Мадрид  | Итого            | 105  | 8    | 8     | 0     | 0          | 0          | 12             | 0              | 5                 | 0                 | 0               | 0               | 130   | 8     |
| Манчестер Сити   | 2022/23          | 16   | 0    | 3     | 0     | 4          | 0          | 2              | 0              | -                 | -                 | -               | -               | 25    | 0     |
| Манчестер Сити   | 2023/24          | 21   | 1    | 3     | 1     | 5          | 0          | -              | -              | -                 | -                 | -               | -               | 29    | 2     |
| Манчестер Сити   | 2024/25          | 18   | 1    | 4     | 0     | 3          | 0          | 8              | 0              | -                 | -                 | -               | -               | 33    | 1     |
| Манчестер Сити   | Итого            | 55   | 2    | 10    | 1     | 12         | 0          | 10             | 0              | 0                 | 0                 | 0               | 0               | 87    | 3     |
| Барселона        | 2025/26          | 0    | 0    | 0     | 0     | -          | -          | 0              | 0              | 0                 | 0                 | 0               | 0               | 0     | 0     |
| Барселона        | Итого            | 0    | 0    | 0     | 0     | 0          | 0          | 0              | 0              | 0                 | 0                 | 0               | 0               | 0     | 0     |
| Всего за карьеру | Всего за карьеру | 0    | 0    | 0     | 0     | 0          | 0          | 0              | 0              | 0                 | 0                 | 0               | 0               | 0     | 0     |

### Международная
| Сборная | Год  | Матчи | Голы |
| ------- | ---- | ----- | ---- |
| Испания | 2019 | 1     | 1    |
| Испания | 2020 | 0     | 0    |
| Испания | 2021 | 3     | 0    |
| Испания | 2022 | 12    | 1    |
| Испания | 2023 | 6     | 0    |
| Испания | 2024 | 13    | 0    |
| Испания | 2025 | 2     | 0    |
| Итог    | Итог | 37    | 2    |

### Голы за сборную
| №  | Дата             | Место                                   | Соперник          | Счёт | Результат | Турнир                  |
| -- | ---------------- | --------------------------------------- | ----------------- | ---- | --------- | ----------------------- |
| 1. | 17 мая 2019      | Педро Эскартин, Гвадалахара, Испания    | Камерун           | 4:0  | 4:0       | Товарищеский матч       |
| 2. | 16 сентября 2021 | Торсволлур, Торсхавн, Фарерские острова | Фарерские острова | 10:0 | 10:0      | Квалификация на ЧМ 2023 |

## Достижения

### Клубные

#### «Атлетико Мадрид»
- Чемпионка Испании: 2017/18, 2018/19

### Международные
- Победительница Лиги наций УЕФА[англ.]: 2023/24[44]

### Индивидуальные
- Команда года по версии ПФА: 2023/24[45]